# ʻAmelia Afuhaʻamango Tuʻipulotu
Pour les articles homonymes, voir Tuipulotu.
 (septembre 2023).
ʻAmelia Afuhaʻamango Tuʻipulotu, née vers 1972, est une infirmière et responsable politique tongienne.

## Biographie
Elle grandit à Nukuʻalofa dans une famille relativement pauvre, obtient de bons résultats à l'école et étudie l'infirmerie en Australie. Elle travaille comme infirmière à l'hôpital Vaiola de Nukuʻalofa, où elle devient à terme directrice du département d'infirmerie. Elle obtient en 2012 un diplôme de doctorat en infirmerie de l'université de Sydney, devenant ainsi la première personne tongienne à décrocher un doctorat dans cette filière.
En septembre 2019 elle est nommée ministre de la Santé par le Premier ministre Pohiva Tuʻiʻonetoa. Elle n'est pas engagée en politique, et est nommé au gouvernement comme personnalité externe issue de la société civile. À ce poste, elle gère efficacement les réponses du gouvernement à la pandémie de Covid-19 aux Tonga, s'assurant notamment que des vaccins parviennent à toutes les îles du pays. Le gouvernement Tuʻiʻonetoa perd les élections législatives de novembre 2021 et perd le pouvoir.
En décembre 2022 elle devient la cheffe du bureau d'infirmerie de l'Organisation mondiale de la Santé, à Genève,.